# زیلاب حسن‌جان
زیلاب حسن‌جان یک روستا در ایران است که در شهرستان دزفول استان خوزستان واقع شده‌است.

## جمعیت
این روستا در دهستان شهی قرار دارد و براساس سرشماری مرکز آمار ایران در سال ۱۳۸۵، جمعیت آن ۴۸ نفر (۹ خانوار) بوده‌است.